# Nystalea corrusca
Nystalea corrusca är en fjärilsart som beskrevs av William Schaus 1904. Nystalea corrusca ingår i släktet Nystalea och familjen tandspinnare. Inga underarter finns listade i Catalogue of Life.